# موزه ملی کیوتو
موزه ملی کیوتو (به ژاپنی: 京都国立博物館, Kyōto Kokuritsu Hakubutsukan Museum) یکی از موزه‌های بزرگ هنری در ژاپن است. این موزه که در بخش هیگاشی یاما، کیوتو واقع شده‌است، روی هنرهای ژاپنی پیش از مدرن تاریخ ژاپن و آسیایی تمرکز دارد.